# توی تریر منچستر
توی تریر منچستر (به انگلیسی: Toy Manchester Terrier)، نام یکی از نژادهای سگ است که خاستگاه آن به انگلستان، بریتانیا بازمی‌گردد.